# León XIII
León XIII (en latín: Leo PP. XIII), de nombre secular Gioacchino Vincenzo Raffaele Luigi Pecci (Carpineto Romano, 2 de marzo de 1810-Roma, 20 de julio de 1903), fue el 256.º papa de la Iglesia católica. Su pontificado, de veinticinco años de duración, se desarrolló entre los años 1878 y 1903.
Es conocido como el restaurador del tomismo por su encíclica Aeterni Patris. Se preocupó por las condiciones de vida de los obreros en su encíclica Rerum novarum, muestra notable de la doctrina social de la Iglesia.

## Biografía

### Primeros años
Nacido en Carpineto Romano, cerca de Roma, fue el sexto de los siete hijos del conde Ludovico Pecci y su esposa Anna Prosperi Buzzi. Sus hermanos fueron Giuseppe y Giovanni Battista Pecci. Su familia pertenecía a la pequeña nobleza rural, perteneciendo su madre a la Orden Tercera de San Francisco, orden en la que él acabaría ingresando en 1872, después de haber sido obispo y cardenal. Su padre era comisario de guerra y coronel. 

### Formación
Ya en su juventud se señaló como un gran latinista, y en su madurez sería un conocido humanista, diestro escritor de poemas y cartas en latín. Fue alumno del colegio jesuita de Viterbo, donde estudió hasta 1824. Entre 1824 y 1832 estudió en el Collegium Romanum (actual Pontificia Universidad Gregoriana) y de 1832 a 1837 en la Academia de Nobles Eclesiásticos (actual Academia Pontificia Eclesiástica).
En 1838 fue enviado como legado papal a Benevento. En 1841 fue enviado como legado papal a Espoleto y Perusa.

### Episcopado y cardenalato

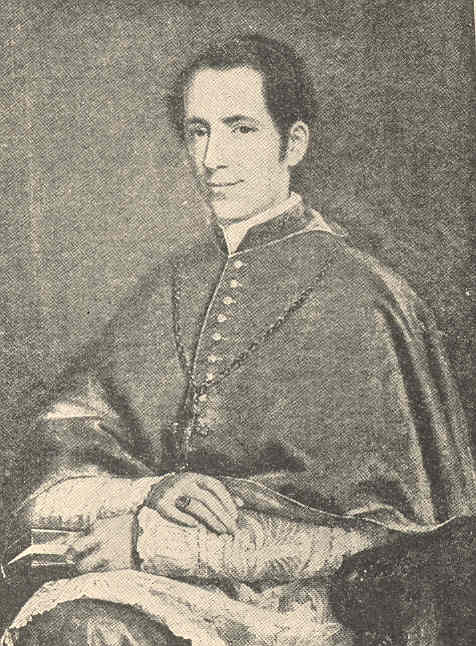
Nuncio Gioacchino Pecci en Bélgica

En 1843 fue consagrado obispo y nombrado arzobispo titular de Damietta (o Tamiati). Entonces fue enviado como nuncio papal a Bruselas, donde permaneció hasta 1846. 
En 1846 fue nombrado obispo de Perusa con el grado de arzobispo ad personam. En 1849 presidió un concilio provincial celebrado en Spoleto, por cuya iniciativa se tomó el acuerdo conciliar de pedir al papa Pío IX la promulgación de una constitución condenando los diversos errores sobre la Revelación divina, la Iglesia, la autoridad y la propiedad —ya condenados separadamente con anterioridad—, haciendo un escueto concurso de ellos. Se valoró que la idea era de gran utilidad para la feligresía católica. Este documento fue conocido posteriormente al ser publicado como Syllabus.
El 19 de diciembre de 1856, Pío IX lo nombró cardenal presbítero de San Crisógono.

### Elección papal

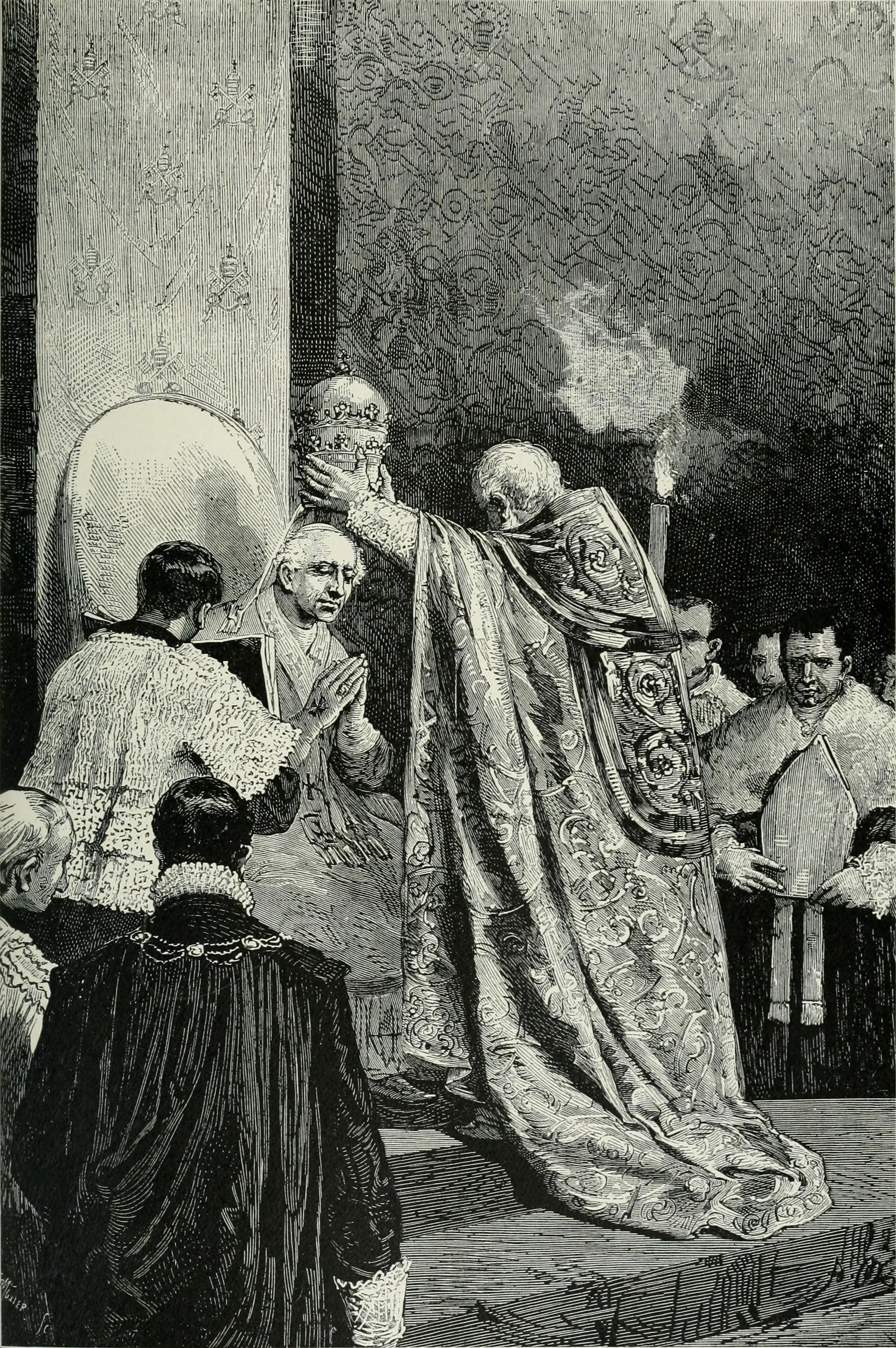
Coronación de León XIII

En los años siguientes se produjo la Unificación italiana, que supuso la liquidación de los Estados Pontificios y el enfrentamiento radical entre la Iglesia católica y el Estado liberal (especialmente, el nuevo Reino de Italia). La postura moderada que mantuvo en estos temas el cardenal Pecci lo convirtió en un candidato idóneo para suavizar las tensiones, razón que probablemente influyó en la decisión del Colegio Cardenalicio de elegirlo papa al morir Pío IX en 1878. 
Efectivamente, en un cónclave de solo dos días y a la tercera votación, Gioacchino Pecci fue elegido papa el 20 de febrero de 1878. El 3 de marzo siguiente fue coronado en la basílica de San Pedro por el cardenal diácono de San Eustaquio Teodolfo Mertel, por delegación del cardenal Prospero Caterini, protodiácono de S. Maria in Via Lata y ad commendam de S. Maria della Scala, que se encontraba enfermo.

### Papado

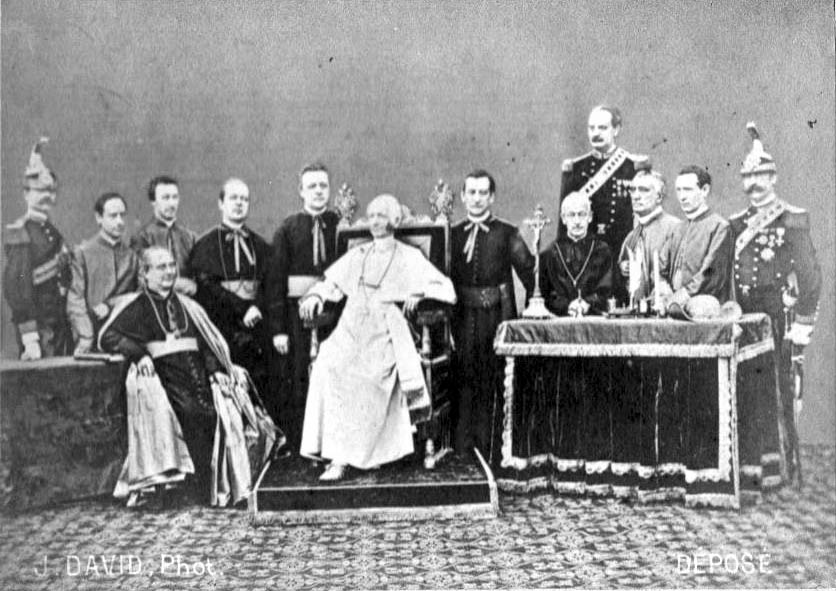
Fotografía de León XIII junto a su séquito por Jules David, junio de 1878

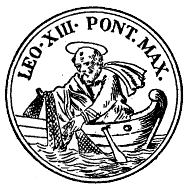
Anillo del Pescador de León XIII

León XIII se preocupó desde el inicio de su mandato por mejorar las bases intelectuales del clero, alejándose en lo doctrinal de la mera actitud defensiva de su predecesor. Con este fin nombró en 1879 una comisión de cuatro cardenales (entre ellos, el erudito T. Zigliara), y el 4 de agosto de ese año —en la encíclica Aeterni Patris— presentó el tomismo como la filosofía a seguir por los católicos para afrontar los problemas de su tiempo.
Los primeros años de su pontificado quedaron marcados por una serie de iniciativas académicas: la fundación de un nuevo instituto en Roma para el estudio de la filosofía y la teología, centros de estudio de las Escrituras y un centro astronómico. Además, se abrieron los archivos del Vaticano, tanto a los estudiosos católicos como a los no católicos. Vivió sin lujos y frugalmente durante su pontificado.
Su largo pontificado significó un acercamiento de la Iglesia a las realidades del mundo moderno. Frente al creciente problema obrero, en 1891 dio a conocer la encíclica Rerum novarum (Acerca de las nuevas cosas). La misma deploraba la opresión y virtual esclavitud de los numerosísimos pobres por parte de «un puñado de gente muy rica» y preconizaba salarios justos y el derecho a organizar sindicatos (preferiblemente católicos), aunque rechazaba vigorosamente el socialismo y mostraba poco entusiasmo por las instituciones de la democracia liberal y el sindicalismo obrero. Las clases y la desigualdad, afirmaba León XIII, constituyen rasgos inalterables de la condición humana, como son los derechos de propiedad. Condenaba el socialismo como ilusorio y sinónimo del odio y el ateísmo.[cita requerida]
El realismo político y la habilidad diplomática de León XIII permitieron poner fin a la hostilidad del régimen imperial alemán hacia los católicos (abandono por el canciller Otto von Bismarck de la Kulturkampf en 1879 y visita a Roma del emperador Guillermo II en 1888). Igualmente, propugnó el fin de la confrontación entre la Iglesia francesa y la Tercera República, avalando la participación de los católicos franceses en el régimen republicano. Por el contrario, mantuvo el enfrentamiento numantino con el Estado italiano, insistiendo en el boicot de los católicos italianos a la vida política nacional.

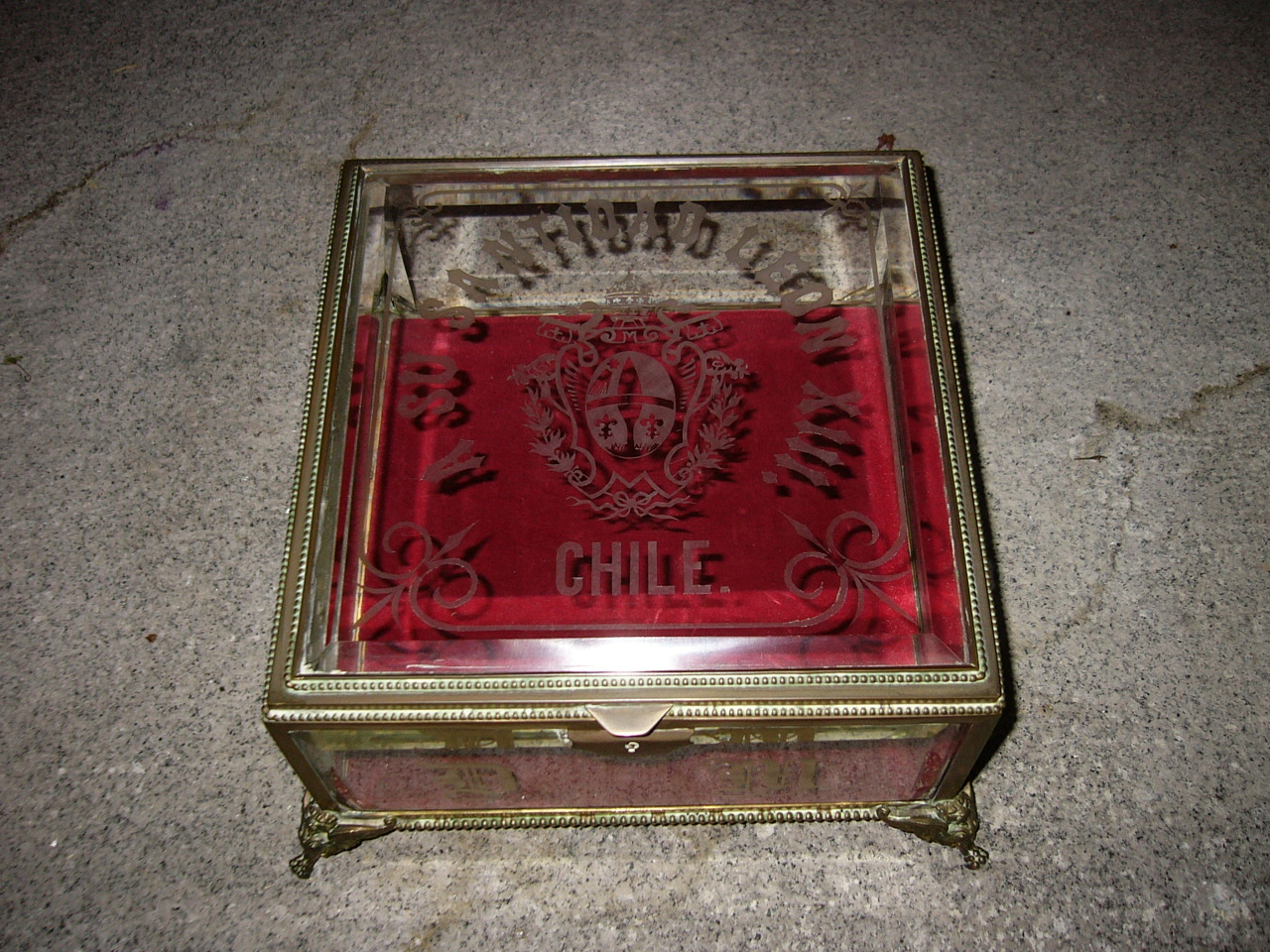
Obsequio o envoltura de obsequio ofrecido por Chile a León XIII

León XIII pensaba que el servicio diplomático papal debía desempeñar un papel de primer orden tanto en la consolidación de la disciplina interna de la Iglesia como en la conducción de las relaciones Iglesia-Estados. En 1885, España, Alemania y Reino Unido recurrieron a él como mediador en la disputa sobre la posesión de las islas Carolinas, en el Pacífico, siendo España quien las consiguiera; aunque a contrapartida, Alemania tomó las islas Marshall. Ya en 1899, el zar Nicolás II de Rusia y la reina Guillermina de los Países Bajos se beneficiaron de sus buenos oficios en el intento de convocar una conferencia de paz de todos los países de Europa.

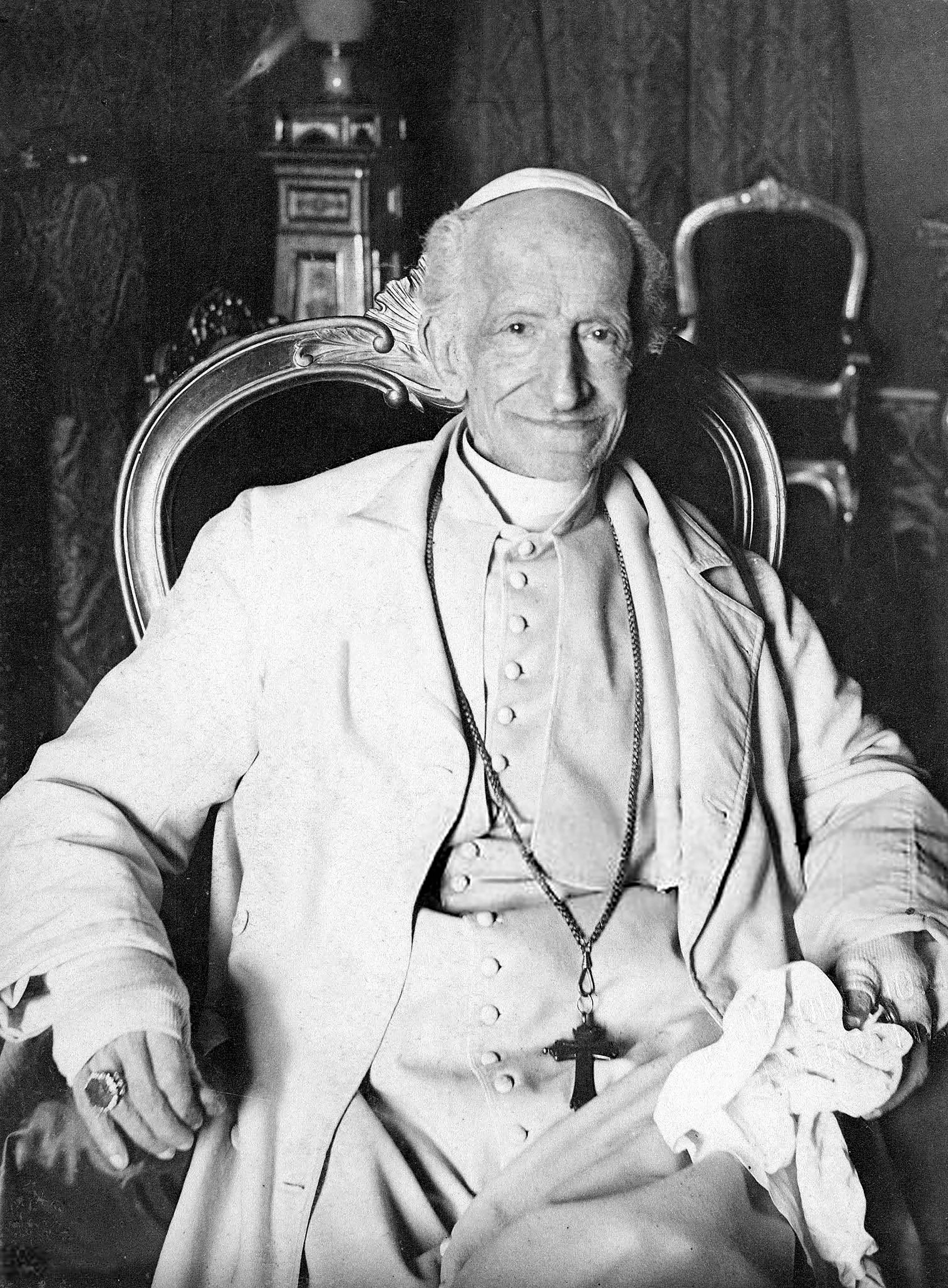
El papa León XIII en 1887

Reflexionando sobre la diplomacia de la Santa Sede con ayuda de las obras de Santo Tomás de Aquino, replanteó en su encíclica Immortale Dei (1885) la relación entre la Santa Sede y los Estados-nación. El nuncio papal, en opinión de León XIII, era el representante de la soberanía espiritual del papa del mismo modo que un embajador representa la soberanía política de su país.
Reforzó los lazos con la Iglesia estadounidense, fomentando la expansión del catolicismo en Estados Unidos. Con todo ello, León XIII contribuyó a dotar a la Iglesia de un nuevo protagonismo a escala mundial, reforzado por dos tipos de iniciativas suyas: por un lado, el acercamiento a la Comunión anglicana y a los ortodoxos griegos, que inició la tendencia ecuménica de los papas del siglo XX; y por otro, el impulso de la acción misionera, especialmente en África.

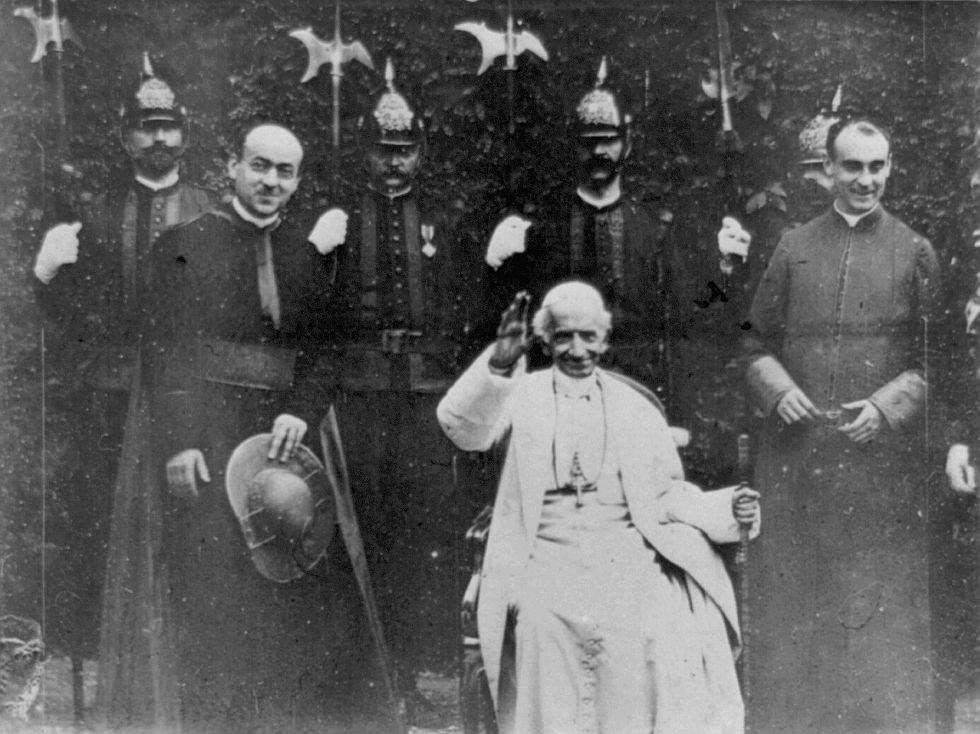
Fotograma de Sua Santità papa Leone XIII de 1896, la primera vez que un papa apareció en una película

Tuvo especial interés en promover el rezo del Santo Rosario, al cual dedicó diversas encíclicas. Cabe mencionar que, a inicios de su papado —el 16 de abril de 1879—, se produjo la muerte de Bernadette Soubirous, vidente de las apariciones marianas de Lourdes, a quien León XIII enviara su bendición antes de morir. La Virgen María quien, bajo la advocación de Nuestra Señora de Lourdes, dijera de sí misma «Yo soy la Inmaculada Concepción», se había presentado —según el relato de Bernadette— con un rosario en sus manos, lo que no pasaría desapercibido a la mente del pontífice. En 1898, León XIII se convirtió en la persona con la fecha de nacimiento más antigua registrada en una película.
En sus veinticinco años de papado llegó a nombrar un total de 147 cardenales en 27 consistorios.

### Muerte

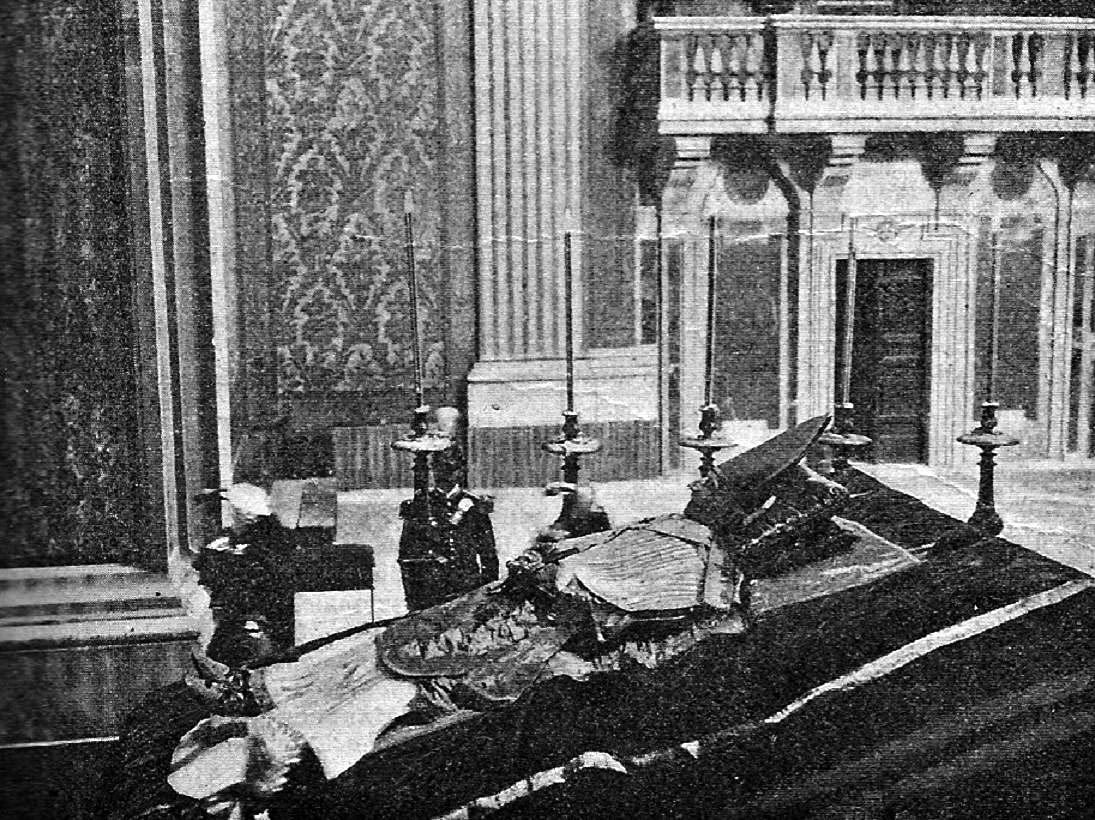
Capilla ardiente de León XIII

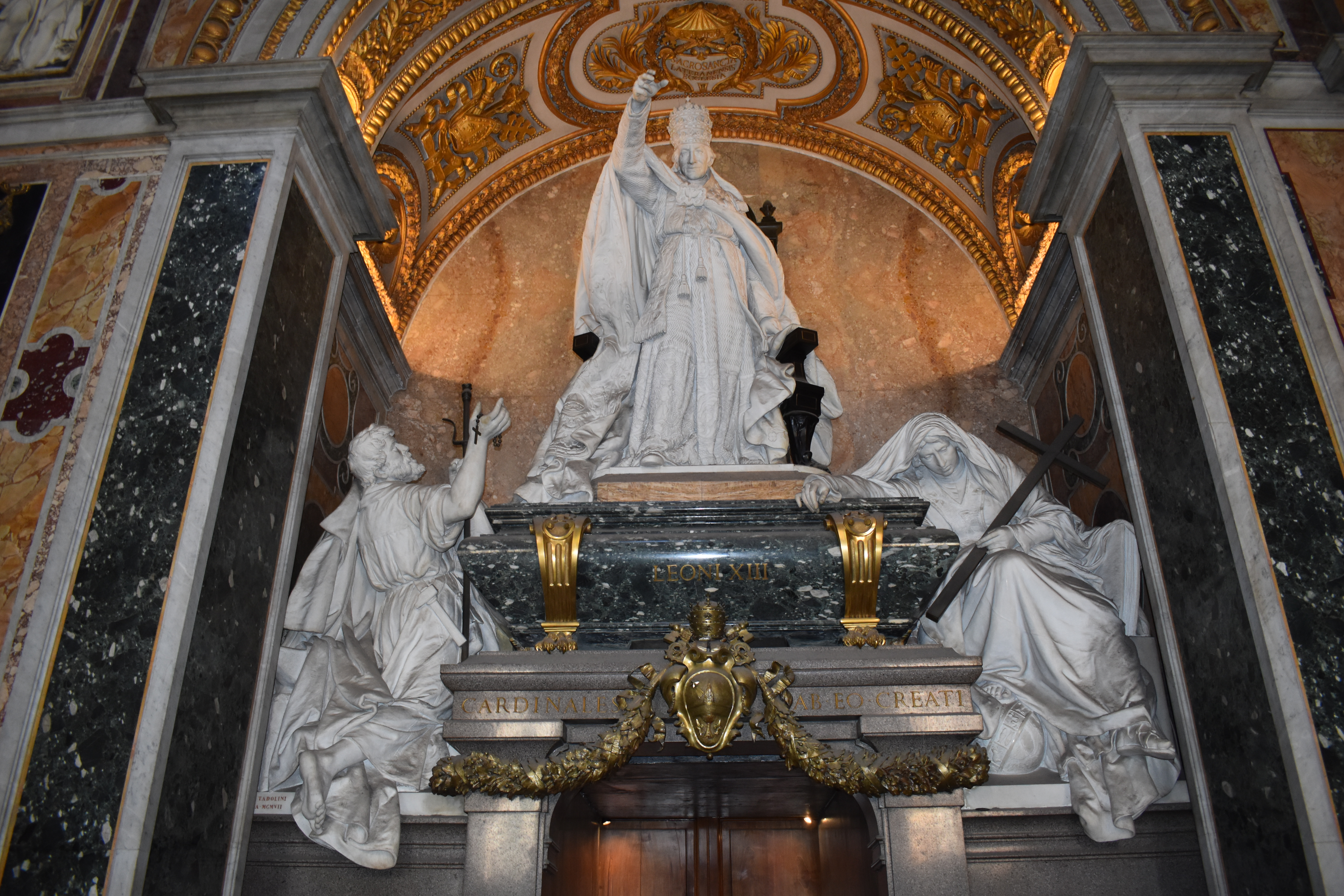
Tumba de León XIII, de Giulio Tadolini, San Juan de Letrán, Roma

Falleció en Roma el 20 de julio de 1903; había sido el primer papa en haber nacido en el siglo XIX, y también el primero que murió en el siglo XX. Vivió hasta la edad de 93 años, lo que lo convierte en el tercer papa con más larga vida. En el momento de su muerte, León XIII era el tercer papa con más tiempo de pontificado, solo superado por Pedro (entre 34 y 37 años) y su predecesor, Pío IX (31 años). Fue sepultado inicialmente en la basílica de San Pedro; sin embargo, en 1924 sus restos fueron trasladados hasta la basílica de San Juan de Letrán, su catedral como obispo de Roma, y una iglesia en la que tuvo un interés particular.

## Documentos de León XIII
Durante su dilatado pontificado se promulgaron numerosos documentos pontificios:

### EncíclicaAeterni Patris
Fue publicada el 4 de agosto de 1879 con el subtítulo Sobre la restauración de la filosofía cristiana conforme a la doctrina de Santo Tomás de Aquino. En este documento urge a las universidades, seminarios y demás instituciones académicas católicas a la recuperación de la doctrina tomista para poder hacer frente a los grandes errores de los tiempos modernos:

Nos, pues, mientras manifestamos que recibiremos con buena voluntad y agradecimiento todo lo que se haya dicho sabiamente, todo lo útil que se haya inventado y escogitado por cualquiera, a vosotros todos, venerables hermanos, con grave empeño exhortamos a que, para defensa y gloria de la fe católica, bien de la sociedad e incremento de todas las ciencias, renovéis y propaguéis latísimamente la áurea sabiduría de Santo Tomás. Decimos la sabiduría de Santo Tomás, pues si hay alguna cosa tratada por los escolásticos con demasiada sutileza o enseñada inconsideradamente; si hay algo menos concorde con las doctrinas manifiestas de las últimas edades, o finalmente, no laudable de cualquier modo, de ninguna manera está en nuestro ánimo proponerlo para ser imitado en nuestra edad. Por lo demás procuren los maestros elegidos inteligentemente por vosotros, insinuar en los ánimos de sus discípulos la doctrina de Tomás de Aquino, y pongan en evidencia su solidez y excelencia sobre todas las demás. Las Academias fundadas por vosotros, o las que habéis de fundar, ilustren y defiendan la misma doctrina y la usen para la refutación de los errores que circulan, Mas para que no se beba la supuesta doctrina por la verdadera, ni la corrompida por la sincera, cuidad de que la sabiduría de Tomás se tome de las mismas fuentes o al menos de aquellos ríos que, según cierta y conocida opinión de hombres sabios, han salido de la misma fuente y todavía corren íntegros y puros; pero de los que se dicen haber procedido de éstos y en realidad crecieron con aguas ajenas y no saludables, procurad apartar los ánimos de los jóvenes.

Colaboró en su redacción el cardenal T. Zigliara, O.P.

### EncíclicaHumanum genus
Fue publicada el 20 de abril de 1884. Este documento incluye una condena a la masonería y a los principios ideológicos en que se apoya, especialmente el naturalismo. Critica también el concepto de soberanía popular y la separación de la Iglesia y el Estado .

### EncícliaRerum Novarum
Fue publicada el 5 de mayo de 1891 con el subtítulo Sobre la situación de los obreros. En esta encíclica, partiendo del Evangelio y del pensamiento tradicional aristotélico-tomista, recuerda a los patronos y a los obreros sus obligaciones mutuas de caridad y de justicia:

Y éstos, los deberes de los ricos y patronos: no considerar a los obreros como esclavos; respetar en ellos, como es justo, la dignidad de la persona, sobre todo ennoblecida por lo que se llama el carácter cristiano. Que los trabajos remunerados, si se atiende a la naturaleza y a la filosofa cristiana, no son vergonzosos para el hombre, sino de mucha honra, en cuanto dan honesta posibilidad de ganarse la vida. Que lo realmente vergonzoso e inhumano es abusar de los hombres como de cosas de lucro y no estimarlos en más que cuanto sus nervios y músculos pueden dar de sí. E igualmente se manda que se tengan en cuenta las exigencias de la religión y los bienes de las almas de los proletarios. Por lo cual es obligación de los patronos disponer que el obrero tenga un espacio de tiempo idóneo para atender a la piedad, no exponer al hombre a los halagos de la corrupción y a las ocasiones de pecar y no apartarlo en modo alguno de sus atenciones domésticas y de la afición al ahorro. Tampoco debe imponérseles más trabajo del que puedan soportar sus fuerzas, ni de una clase que no esté conforme con su edad y su sexo. Pero entre los primordiales deberes de los patronos se destaca el de dar a cada uno lo que sea justo.

A los ricos les amenazaba con el juicio divino para que cumpliesen con sus obligaciones para con los obreros:

Así, pues, quedan avisados los ricos de que las riquezas no aportan consigo la exención del dolor, ni aprovechan nada para la felicidad eterna, sino que más bien la obstaculizan; de que deben imponer temor a los ricos las tremendas amenazas de Jesucristo y de que pronto o tarde se habrá de dar cuenta severísima al divino juez del uso de las riquezas.

León XIII se pregunta:

¿No bastaría por sí solo el sometimiento a estas leyes para atenuar la violencia y los motivos de discordia? Pero la Iglesia, con Cristo por maestro y guía, persigue una meta más alta: o sea, preceptuando algo más perfecto, trata de unir una clase con la otra por la aproximación y la amistad.